# Push–pull
Nas últimas décadas, têm se verificado uma tendência para a adopção de uma economia pull em alternativa a uma economia push devido a uma libertação do comércio e a uma aumento da concorrência, que se traduziu num aumento da oferta muito para além da procura.  
A economia push representa uma época de controlo do mercado por parte do produtor, este pode agrupar grandes quantidades de consumidores, com as mesmas necessidades, e oferece-lhes um produto genérico. Esta abordagem de segmentação procura satisfazer grandes grupos de consumidores, com produtos que são facilmente duplicáveis e de preços genéricos, em que o produtor que apresenta um preço mais baixo é o que conquista o consumidor. Existe uma forte lealdade à marca devido a uma oferta limitada e à grande restrição de escolhas.
Na economia pull há a necessidade de identificar grupos de consumidores com diferentes necessidades, dispondo-lhes produtos feitos à medida (Dias, 2005, p. 144-145).
| Procura > Oferta                                       | Procura < Oferta                                       |
| Produtor é que manda                                   | Cliente é que manda                                    |
| Segmentação de mercado                                 | Fragmentação do mercado                                |
| Grande número de clientes com necessidades semelhantes | Pequeno número de clientes com necessidades diferentes |
| Produtos genéricos                                     | Produtos “à medida”                                    |
| Séries de produção longas                              | Séries de produção curtas                              |

## Referência
- DIAS, João - "Logística Glogal e Macrologística". Lisboa: Edições Sílabo, Lda, 2005. ISBN 972-618-369-3